# St. John Cantius Church (Chicago)

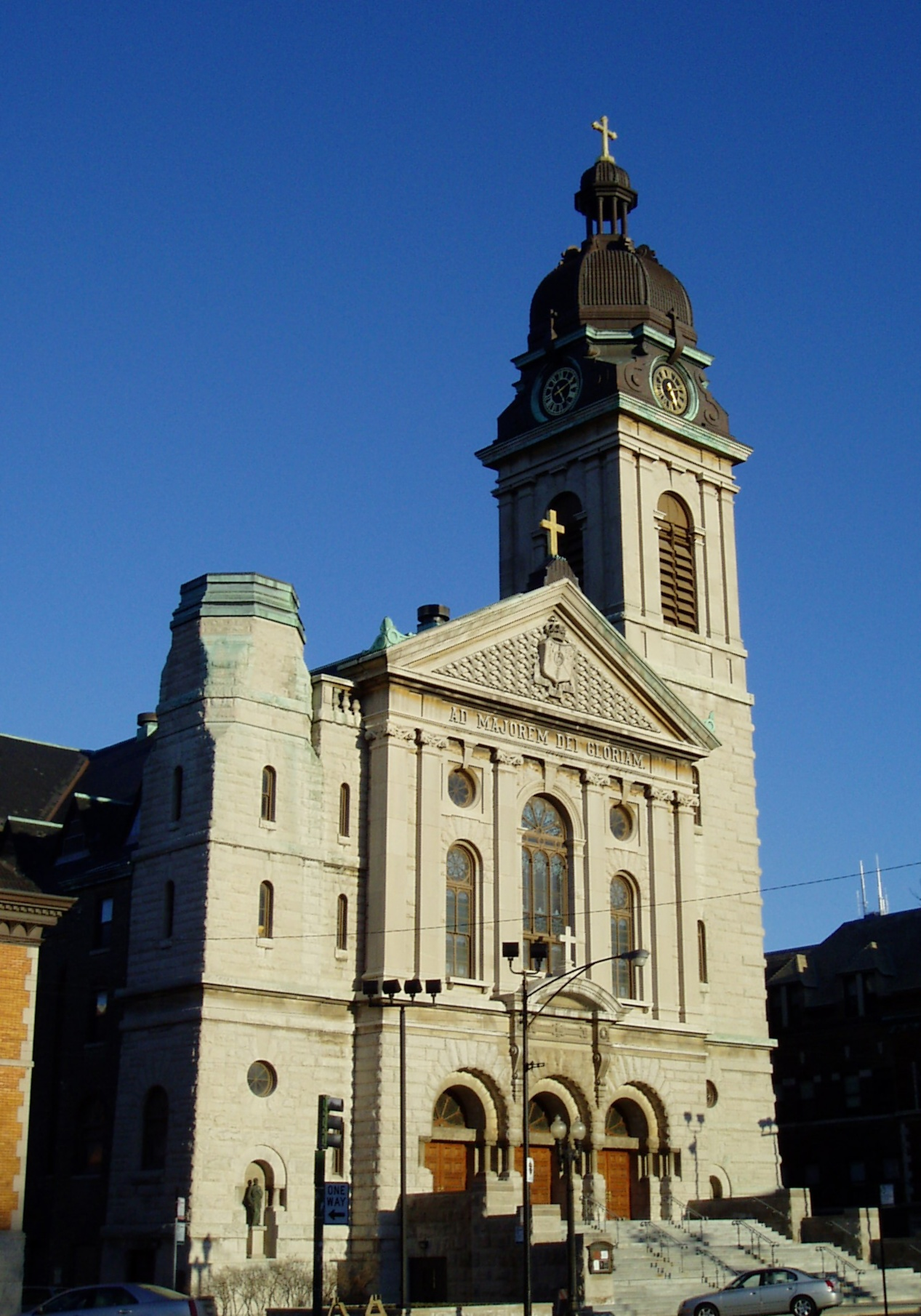
Die Kalksteinfassade der St. John Cantius Church (2015)

Die St. John Cantius Church (polnisch Parafia Świętego Jana Kantego) ist eine römisch-katholische Kirche des Erzbistums Chicago, in West Town, Chicago, die für ihre feierlichen Liturgien und ihr reiches Programm an geistlicher Kunst und Musik bekannt ist.

## Geschichte
Die stetige Ansiedlung polnischer Immigranten in den als Polish Patch bezeichneten Stadtteil von Chicago erforderte die Gründung einer neuen Pfarrgemeinde. 1892 beantragten polnische Einwanderer bei Vincent Barzyński (1838–1899), Resurrektionist und Pfarrer von St. Stanislaus Kostka, der ersten polnischen Kirche in der Erzdiözese, ein zusätzliches Kirchengebäude. Barzyński unterstützte die Bitte der Einwanderer, indem er den Kauf mehrerer Grundstücke in der Fry and Carpenter Street um 75.000 US-Dollar veranlasste. Mit der Errichtung des von Adolphus Druiding (1838–1900) entworfenen Plans wurde im Frühjahr 1893 begonnen; zur Grundsteinlegung am 4. September 1893 versammelten sich knapp 50.000 Menschen. An Weihnachten 1893 zelebrierte Jan Kasprzycki als erster Pfarrer von St. John Cantius die erste Heilige Messe in der Krypta des noch nicht fertiggestellten Sakralbaus. Die Kirchweihe feierte Erzbischof Patrick Augustine Feehan am 11. Dezember 1898; zum Patron wurde der polnische Heilige Johannes von Krakau bestimmt. Am 12. November 1893 übernahmen Arme Schulschwestern von Unserer Lieben Frau den Unterricht für 150 Kindern. 1903 wurde unter dem Architekten Henry J. Schlacks (1867–1938) eine Pfarrschule fertiggestellt; die Beschulung endete 1967. Im Jahr 1918 erreichte die Gemeinde mit 23.000 Gemeindemitgliedern und 2.500 Kindern in der Privatschule ihren zahlenmäßigen Höhepunkt. 1943, nach der Great Depression, zählte die Gemeinde nur noch 5.000 Mitglieder und 376 Schulkinder. Seit 1989 beherbergt das Schulgebäude die Chicago Academy for the Arts.
Mit dem Bau des Kennedy Expressway 1960, der die ethnisch strukturierte Nachbarschaft durchquerte und viele Einwohner in andere Stadtteile vertrieb, begann für die polnisch geprägte Pfarre eine Phase des Niedergangs. In den 1960er und 70er-Jahren sollte die Gemeinde wegen mangelnder Mitglieder aufgelöst werden. Eine Wiederbelebung setzte ab 1988 mit der Ernennung des Resurrektionisten Frank Phillips zum Pfarrer ein. Phillips gelang es, neue Gemeindemitglieder zu gewinnen, finanzielle Ressourcen zu akquirieren und die Kirche zu renovieren. Mit Zustimmung seines Erzbischofs Francis George gründete Phillips 1998 die Canons Regular of Saint John Cantius, eine katholische Ordensgemeinschaft, die fortan die pastorale Leitung der Pfarre übernahm. Eine schrittweise Gentrifizierung der umliegenden Nachbarschaft verstärkte die Erneuerung der Gemeinde. Der Bezirk, der einst als Polish Patch bekannt war, heißt nun West Town und stellt mit seinen modischen Stadthäusern und Luxus-Lofts ein sich entwickelndes, gehobenes Gebiet dar.
Aufgrund ihres polnischen Ursprungs ist St. John Cantius Ziel polnischer Prominenz aus Politik und Kirche: im März 1990 besuchte Tadeusz Mazowiecki, Premierminister der polnischen neudemokratischen Partei, die Kirche. 1998 zelebrierte Józef Glemp, Primas von Polen, eine Dankmesse und segnete die neue Kuppel der Kirche. Heute steht St. John Cantius im Mittelpunkt einer Renaissance traditioneller katholischer Liturgie und Andachten, wie der Messfeier in der außerordentlichen Form des Römischen Ritus sowie des feierlichen Chorgebets. Die Gemeinde pflegt ein reichhaltiges Programm an geistlicher Musik, das von acht Gemeindechören und einem Orchester unterstützt wird.
Im Jahr 2013 wurde ein umfangreiches Restaurierungsprojekt abgeschlossen und die Kircheneinrichtung wieder in ihren historischen Zustand versetzt. 2016 wählte eine Kommission die Kirche zur schönsten Kirche Amerikas.

## Einrichtung

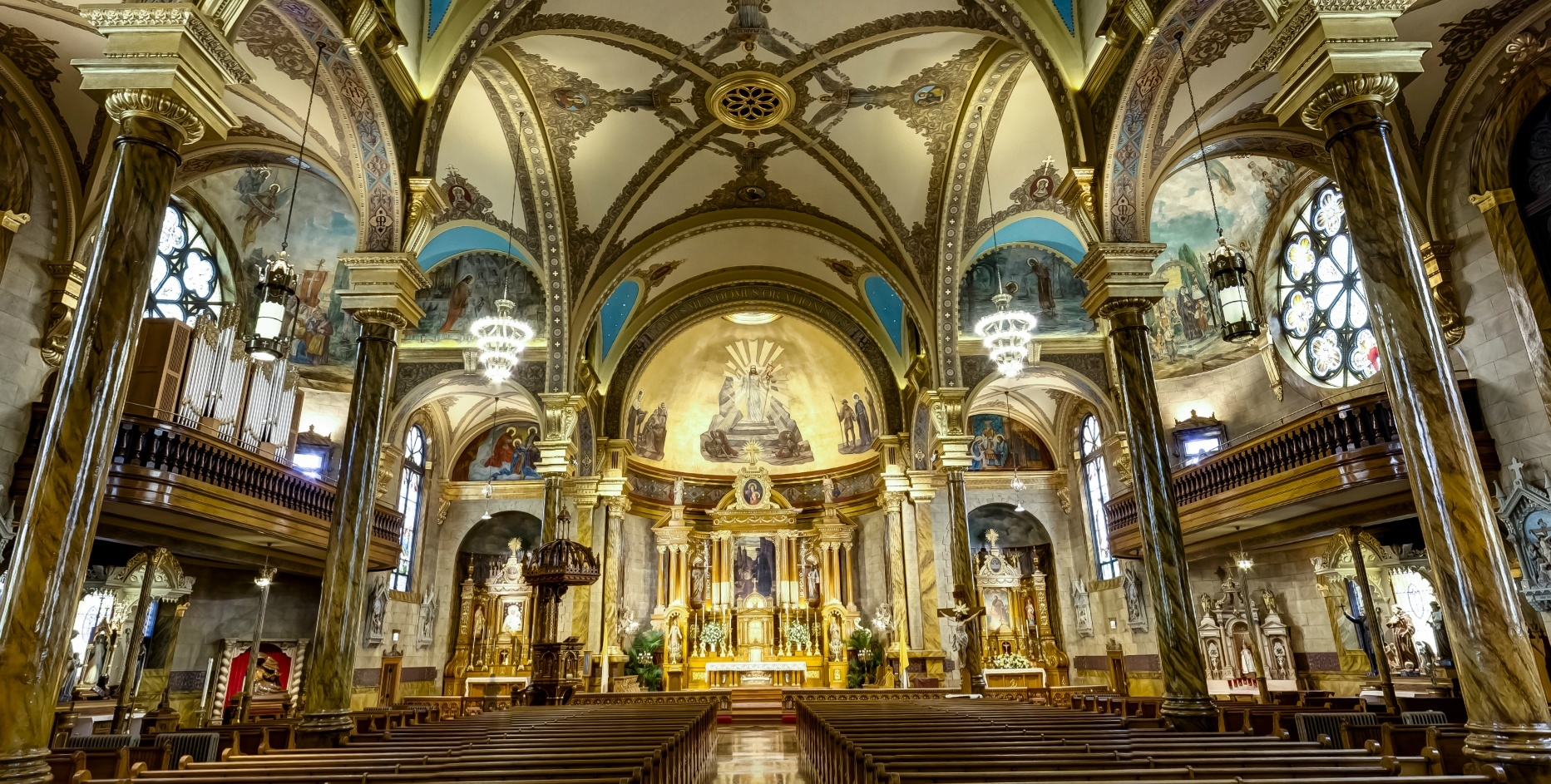
Die barocke Inneneinrichtung (2015)

Die Fassade von St. John Cantius ist der römischen Hochrenaissance nachempfunden und steht in Verbindung mit der World’s Columbian Exposition, die vom 1. Mai bis zum 30. Oktober 1893 in Chicago tagte. Sie ist aus rustiziertem Stein gefertigt und von klassischen Bauelementen wie Säulen, Kapitelle und Bögen geziert. Der Dreiecksgiebel enthält das Wappen des Januaraufstands, unterlegt mit der Inschrift Boże Zbaw Polskę (Gott schütze Polen). Ein 2020 restauriertes Kreuz beschließt die Giebelstruktur. Unmittelbar darunter befindet sich auf dem Architrav der lateinische Wahlspruch der Jesuiten, Ad maiorem Dei gloriam. Drei romanische Portale in Stabornamentik führen in das Innere der Kirche. Der Eingang wird von zwei 40 und 30 Meter hohen, asymmetrischen Türmen flankiert und von Kuppeln gekrönt, die der Krakauer Marienbasilika nachempfunden sind. Der Hauptturm beherbergt drei Glocken. Der gesamte Kirchenbau ist 70 Meter lang und 33 Meter breit und bietet Platz für 2.000 Personen.
Der im Barockstil nachempfundene Innenraum wird durch acht tragende Steinsäulen Dorischer Ordnung unterteilt und nimmt Bezug auf die Krakauer Kunst und Architektur des 18. Jahrhunderts. Der Hauptaltar sowie die beiden dazugehörigen Seitenaltäre sind in Verbindung mit der World’s Columbian Exposition entstanden. Alle Gips- und Holzverzierungen wurden 1903 angekauft; die Buntglasfenster fertigte die Firma Gawin Co. aus Milwaukee an, während die Wandmalerei um 1920 von Lesiewicz gemalt wurden. Neben religiösen Szenen wie der Auferstehung unter dem Hauptaltar verzierte der Künstler die Seitenwände mit Gemälden polnischer Schutzpatrone.

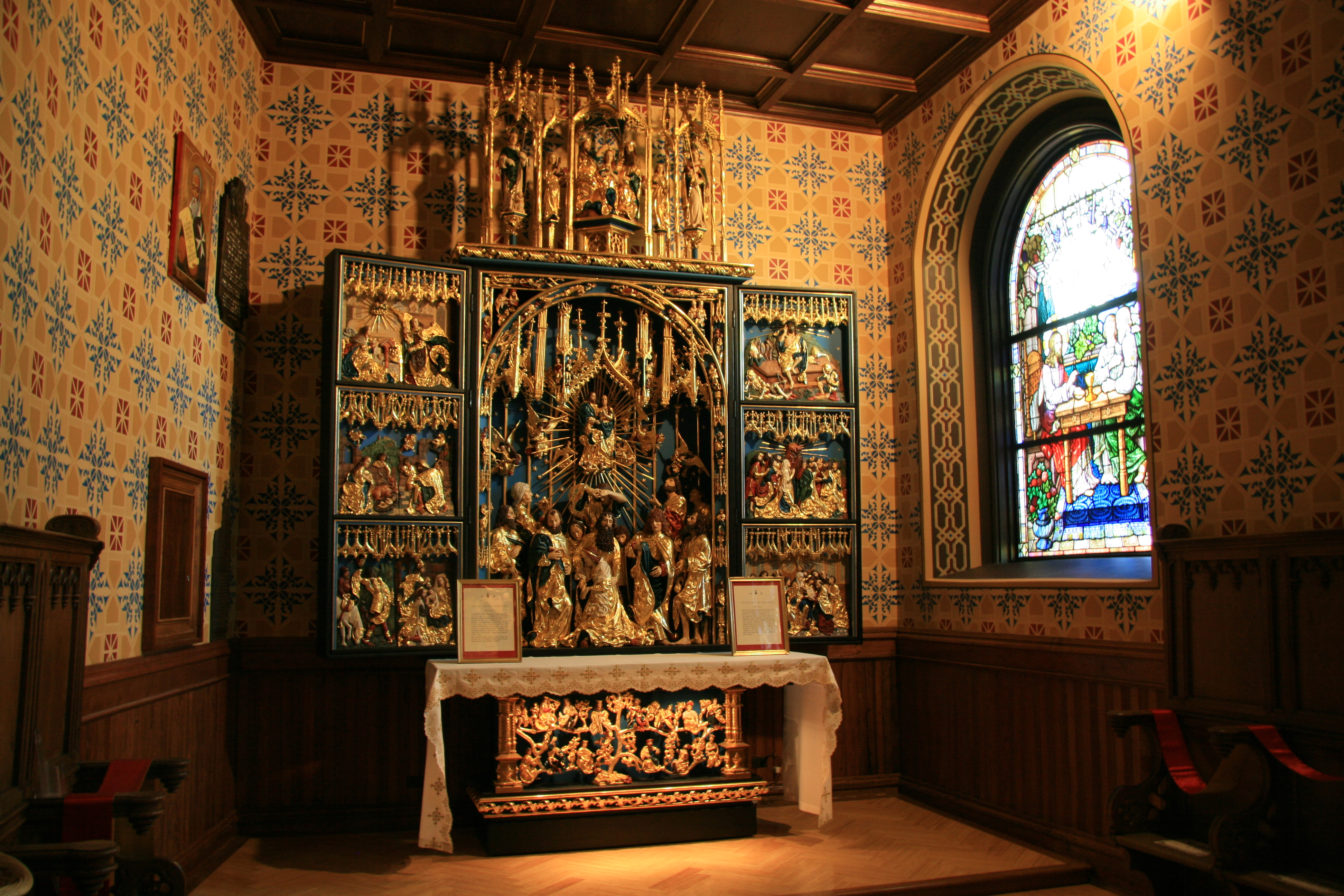
Nachbildung des Krakauer Hochaltars (2011)

Ein neuer Hartholzboden wurde 1997 nach Entwurf von Jed Gibbons installiert, für dessen eingelegte Medaillons 16 internationale Holzarten verwendet wurden. Neben dem sakralen Schmuckprinzip konzipierte Gibbons seinen mehrfach prämierten Entwurf auch als ikonographisches Lehrmittel. Die im Mittelschiff eingelegten Medaillons skizzieren die biblische Heilsgeschichte: Der Davidstern verweist auf die Geburt Jesus als Jude; die drei Kronen nehmen Bezug auf die Ankunft der Heiligen Drei Könige und die in der christlichen Taufe vermittelten Ämter: Priester, Prophet und König. Die Leidenswerkzeug repräsentieren Christi Passion, die Osterfahne die Auferstehung, der Stern die Parusie. 2003 fertigte der Künstler Michał Batkiewicz eine detaillierte Nachbildung des Krakauer Hochaltars von Veit Stoß im Maßstab von 1:3. Die Altarweihe erfolgte im August 2003 durch Józef Glemp.
Der Nordturm der Kirche beherbergt eine an Sonntagen zugängliche sakrale Kunstausstellung. Das Herzstück der Sammlung ist eine kunstvolle neapolitanische Weihnachtskrippe. Unter den weiteren Objekten befindet sich eine Kopie der Ikone der Schwarzen Madonna von Tschenstochau aus dem 19. Jahrhundert, geschmückt mit Juwelen, die von Papst Johannes Paul II. gesegnet wurden sowie eine Sammlung von Reliquien.

## Pfarrer von St. John Cantius
- Jan Kasprzycki, C.R. (1893–1899)
- Eugeniusz Sedlaczak, C.R. (1899–1901)
- Stefan Dąbkowski, C.R. (1901–1902)
- Stanisław Rogalski, C.R. (1902–1909)
- Jan Kosiński, C.R. (1909–1914)
- Wincenty Rapacz, C.R. (1914–1915)
- Stanisław Siatka, C.R. (1915–1920)
- Stephen Kowalczyk, C.R. (1920–1929)
- Walter Bartylak, C.R. (1929–1934)
- Theodore Kloptowski, C.R. (1934–1939)
- Joseph Prusiński, C.R. (1939–1942)
- Leonard Long, C.R. (1942)
- John Grabowski, C.R. (1942–1951)
- Stanislaus Duda, C.R. (1951–1957)
- John C. Wójcik, C.R. (1957–1963)
- John Pawelczak, C.R. (1963–1972)
- Peter Fiołek, C.R. (1972–1985)
- Felix Miliszkiewicz, C.R. (1985–1986)
- C. Frank Phillips, C.R. (1988–2018)
- Scott Thelander, S.J.C. (2018–2019 Pfarradministrator ad interim)
- Joshua Caswell, S.J.C. (2019–)[1]